# Sidney Luft
Pour les articles homonymes, voir Luft.
Michael Sidney Luft (2 novembre 1915 – 15 septembre 2005) est un producteur de cinéma américain. Il doit sa notoriété principalement au fait d'avoir été le troisième mari de l'actrice et chanteuse américaine Judy Garland.

## Jeunesse
Sidney Luft naît à New York. Il est le fils de Leonora (Meyers) et Norbert Luft, tous les deux immigrants juifs d'Allemagne et de Russie. Sa famille déménage dans le Comté de Westchester, où il passe sa jeunesse.

## Carrière
Dans sa jeunesse, Sidney Luft est boxeur amateur. En dehors du ring, il prend part à des bagarres dans des bars, ce qui lui vaut le surnom de « One-Punch Luft ». Au début des années 1940, il devient pilote dans l'Aviation royale canadienne puis pilote d'essai dans la Douglas Aircraft Company.
Sidney Luft change de trajectoire professionnelle et rejoint Hollywood, où il débute comme secrétaire et agent artistique de la danseuse Eleanor Powell, puis il reprend en main la carrière de l'actrice, chanteuse et danseuse Judy Garland, qu'il épouse en 1952. Il passe un accord avec les studios de la Warner Bros., avec qui Garland est sous contrat, pour financer plusieurs projets, dont le remake du film musical Une étoile est née, qu'il produit afin de relancer la carrière de sa femme. Le film est salué par la critique et malgré un succès public, il ne parvient pas à dégager suffisamment de recettes pour couvrir les sommes investies. Cet échec financier explique en partie pourquoi l'Oscar de la meilleure actrice échappe en 1955 à Judy Garland, au profit de Grace Kelly. Les studios Warner annulent de ce fait le contrat avec Sidney Luft.

## Vie personnelle
Sidney Luft se marie cinq fois :
- en décembre 1940, à l'actrice débutante MaryLou Simpson.  Le couple divorce en 1942
- le 28 novembre 1943, à l'actrice Lynn Bari. Ensemble, ils ont deux enfants, une fille mort-née et un fils né en 1948, John Michael Luft. Le couple divorce le 26 décembre 1950
- le 29 juin 1952 à Judy Garland. Ils ont deux enfants, Lorna Luft (née le 21 novembre 1952 à Santa Monica) et Joseph Wiley "Joey" Luft (né le 29 mars 1955 à Los Angeles). Ils se séparent en 1963 et divorcent en 1965, Garland accusant son mari d'alcoolisme et de violence conjugale[3]
- en 1968, à Patti Hemingway. Le couple divorce en 1979
- le 20 mars 1993 à Camille Keaton

## Décès
Sidney Luft meurt le 15 septembre 2005 à Santa Monica à l'âge de 89 ans, visiblement d'une crise cardiaque.

## Filmographie
- 1947 : Kilroy Was Here
- 1948 : French Leave
- 1954 : Une étoile est née
- 1955 : Ford Star Jubilee (TV) (Episode: The Judy Garland Special)
- 1956 : General Electric Theater (TV) (Episode: "Judy Garland Musical Special")
- 1997 : Judy Garland's Hollywood

## Au cinéma
Le rôle de Michael Sidney Luft est interprété par l'acteur britannique Rufus Sewell dans le film biographique Judy, sorti en 2019.